# 紫缨橐吾
紫缨橐吾（学名：Ligularia phoenicochaeta）是菊科橐吾属的植物，是中国的特有植物。分布在中国大陆的云南、西藏等地，生长于海拔3,200米至4,200米的地区，见于山坡湿地和高山草地，目前尚未由人工引种栽培。